# Богорово (област Ямбол)
 За другото българско село вижте Богорово (Област Силистра).  
Богорово е село в Югоизточна България. То се намира в община Стралджа, област Ямбол. Старото име на с. Богорово е Арпач.